# Río Piasina
El río Piásina (en ruso: Пя́сина Pyásina) es un largo río ruso localizado en la parte septentrional de Siberia que desemboca en el mar de Kara. Tiene una longitud de 817 km (aunque con el río Dudypta alcanza los 1362 km), y drena una gran cuenca de 182.000 km², en la que hay más de 60.000 lagos (con un área total de 10.450 km²). La cuenca del Piásina, por superficie, está entre las veinte cuencas de ríos primarios mayores de Rusia (y entre las 40 mayores de cualquier tipo de río y es mayor que países como Camboya, Uruguay o Siria).
Administrativamente, el río Piásina discurre íntegramente por el krai de Krasnoyarsk de la Federación de Rusia.

## Geografía
El río Piásina como tal nace en el lago Piásino (оз. Пясино), al oeste de la meseta de Putorana, a poca distancia de las dos ciudades gemelas Norilsk (134 832 hab. en 2008) y Talnaj (58.700 hab. en 2002), 255 km al norte del círculo polar ártico. Entre las fuentes del lago Piásino (de 735 km² y una longitud de unos 70 km) está el río Norilsk (Норильская), de unos 60 km, que lo une con el lago Mélkoe (озеро Мелкое), a su vez unido con el lago Lama (озеро Лама), un lago de 460 km² y una longitud de 80 km. Sin embargo, la fuente más alejada es la del lago Ketá (Кета, Хита), (situado a 85 m de altitud, con 452 km² de superficie y 94 km de longitud) que drena a través del río Rýbnaya (Рыбная) en el río Norilsk, casi en su inicio, al poco de salir del lago Mélkoe, que supera en poco los 250 km. Por tanto el Piásina con sus fuentes superaría los 1190 km (817+70+53+250 km), aunque su fuente más alejada es la que corresponde a uno de sus afluentes, el Dudypta  (687 km), llegando el Piásina-Dudypta, a los 1362 km.
El río Piásina, tras salir del lago Piásino, corre un corto tramo hacia el oeste en dirección a Norilsk para, a continuación, seguir al norte, drenando las tierras bajas del norte de Siberia. Entra en la península de Taimyr y tras describir un gran bucle para rodear por el oeste los montes Byrranga, desemboca en un amplio estuario que finaliza en el golfo homónimo de Piásina (Piásinski Zaliv), en el mar de Kara (océano Ártico).
Los principales afluentes son los siguientes:
- por la derecha: Tara (Тарея); Binyuda (Бинюда); Dudypta (Дудыпта), con 687 km de longitud y una cuenca de 33.100 km²; Negro (Iken) (Черная, Икэн); y Yangoda (Янгода);
- por la izquierda: Pura (Пура); Agapa (Агапа), de 396 km y 26.000 km²; y Mokoritto (Мокоритто), de 310 km y 4500 km².

El Piásina permanece congelado desde finales de septiembre o principios de octubre hasta junio. Discurre por una región de clima tan extrema que en sus orillas apenas hay centros habitados, siendo solamente pequeños asentamientos como Krestý o Agapa.
El Piásina es un río muy caudaloso, con un caudal en su boca de 2660 m³/s, que corresponde al caudal combinado de los ríos franceses del Loira y el Ródano.

## Historia
Marineros rusos entraron en la boca del Piásina en 1605. Los pioneros del norte, navegando en kochi por el mar de oeste a este desde el río Obi al Yeniséi, llegaron a la boca del Piásina y el navegador Luká Moskvitin penetró profundamente en la península de Taimyr. En 1610, la expedición de Mangazeya de Kondrati Kúrochkin y Ósip Shepunov (con el gobernador Kurakin) viajaron a la boca del Piásina en las fochas de Turujansk (Nueva Mangazeya). En 1614, la gente de servicio impuso el pago del yasak a los samoyanos del Piásina. Con el tiempo, la ruta marítima al Piásina fue olvidada. El mapa de Ryutz, tomado del dibujo de Godunoven 1667, muestra al Piásina fluyendo hacia el río Yeniséi y no hacia el mar de Kara.
Por primera vez, las costas del golfo del Piásina del mar de Kara fueron descritas en 1740 por Dmitri Sterlégov, y en 1741 por el navegante Semión Cheliuskin. En 1893, Fridtjof Nansen en el barco Fram describió el golfo del Piásina. En 1915, Nikífor Béguichev, al frente de un destacamento de trineos (luge) para ayudar a Borís Vilkitski y al viajero noruego Otto Sverdrup, cruzó el Piásina varias veces en el invierno con ciervos.
En 1935, antes de que hubiese sido construida la línea de ferrocarril Dudinka-Norilsk, el río Piásina y el lago Piásino se utilizaban para entregar las cargas de la futura ciudad de Norilsk.
Norilsk se fundó en 1935 como sede del campo de trabajo Norillag del Gulag directamente ligado a la extracción del níquel. Todavía hoy la principal actividad de la región es la extracción del inmenso depósito de níquel-cobre-palladio de Norilsk-Talnaj (el más grande del mundo) que explota la compañía MMC Nornickel.